# Spilarctia ananda
Spilarctia ananda là một loài bướm đêm thuộc phân họ Arctiinae, họ Erebidae.